# Czarna Struga (Myszków)
Czarna Struga – dzielnica Myszkowa, w północnej części miasta. Rozpościera się w okolicy ulic Tadeusza Kościuszki, Dworskiej, Żytniej i Żareckiej.
Czarna Struga to zarówno kolonia i osada młyńska, do 1948 związana z wsią Połomia w gminie Żarki w powiecie zawierciańskim, w województwie śląskim. 1 lipca 1948 w związku ze zniesieniem gromady Połomia i podziałem jej obszaru na dwie nowe gromady – Połomia Myszkowska i Połomia Żarecka, Czarna Struga weszła w skład tej pierwszej. W skład Połomii Myszkowskiej, oprócz Czarnej Strugi, weszły także: część wsi Połomia, cegielnia Połomia (Sojki), cegielnia Połomia (Szajna), folwark po Bohnerze aż do drogi prowadzącej od lasu do folwarku Kubalki włącznie (lecz bez folwarku), oraz folwark Kundowskie.
1 stycznia 1951 z gminy Żarki wyłączono gromadę Połomia Myszkowska (wraz z Czarną Strugą), włączając ją do Myszkowa.